# ميخائيل باكاري
ميخائيل باكاري (بالإنجليزية: Michael Bakare)‏ هو لاعب كرة قدم بريطاني في مركز الوسط، ولد في 1 ديسمبر 1986 في حي هكني في لندن في المملكة المتحدة. لعب مع برينتري تاون وبيشوب ستورتفورد وتونبريدج أنغلز وماكليسفيلد تاون ونادي تشيلمسفورد ونادي دوفر أثليتيك ونادي ساوثبورت وويلينج يونايتد.

## وصلات خارجية
- ميخائيل باكاري على موقع قاعدة بيانات كرة القدم.إي يو (الإنجليزية)
- ميخائيل باكاري على موقع Soccerbase.com (لاعب) (الإنجليزية)
- ميخائيل باكاري على موقع Soccerway.com (الإنجليزية)